# Círculos de madeira

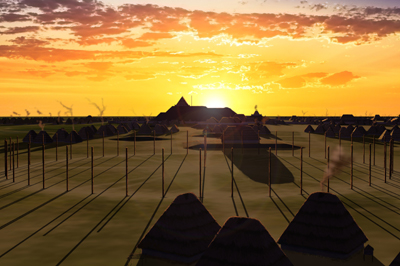
Concepção artística do nascer do sol sobre Monks Mound visto do círculo de madeira Woodhenge III no local de cultura Cahokia Mounds perto de Collinsville, Illinois, por volta de 1000 CE.

Em arqueologia, os círculos de madeira são arranjos circulares de postes de madeira interpretados como sendo complexos de postes independentes ou como suportes para grandes edifícios circulares.

## Estados Unidos
Os círculos de madeira têm uma longa história entre as sociedades nativas americanas; seu uso remonta a milhares de anos e continua até os dias atuais. Do local Poverty Point do período arcaico de 3400 anos na Louisiana aos círculos da tradição Hopewell de 2000 anos encontrados em Ohio até a Dança do Sol realizada em "currais" de madeira pelos povos que falam Dhegihan-Siouan e Caddoan das Grandes Planícies.

## Ilhas britânicas
Os círculos de madeira nas Ilhas Britânicas datam do final do Neolítico e do início da Idade do Bronze. As próprias postagens há muito desapareceram e os locais são identificados a partir dos círculos de postes em que estavam. Fotografias aéreas e o levantamento geofísico levaram à descoberta de um número cada vez maior de elementos. Freqüentemente, um postpipe sobrevive no material deposto no posthole auxiliando o diagnóstico.

## Portugal
No sítio arqueológico do complexo de Perdigões foram encontrados círculos de madeira. Os pesquisadores estimam que a construção ocupe uma área vinte metros de diâmetro. O complexo cerimonial teria sido construído entre 2800 a.C e 2600 a.C. Os cercados de madeira se estendiam por mais de 4 km e usavam mais de 4.000 árvores - sugerindo que rituais estavam ocorrendo nesta região.